# Statornicia rațiunii (roman)
Statornicia rațiunii (în italiană La costanza della ragione) roman scris de Vasco Pratolini, publicat în 1963.

## Rezumat
Amplasată în Florența postbelică, acțiunea romanului se întinde pe primii douăzeci de ani din viața lui Bruno, orfanul din cartierul Rifredi, destinat să crească între angoasa mamei sale Ivana, robustețea morală a lui Milloschi (un vechi prieten al tatălui său decedat, care i-a devenit tutore) și entuziasmul legat de lumea pitorească din jurul lui. Aceasta variază de la soldații americani din prima copilărie până la raidurile epice cu prietenii, primele instincte memorabile carnale, idealurile unei naturi primitive, dar marcate, visele de a fi angajat la întreprinderea Gali (Officine Galileo), prima adevărată dragoste.
Veșnic în conflict cu resemnarea, lascivia și încăpățânarea oarbă cu care „bătrânii” săi se confruntă cu viața, Bruno se concentrează pe el însuși căutând răspunsuri la preocupările sale cu pragmatismul și concretismul calculelor matematice. Datorită dragostei lui pentru Lori, principiile sale se ciocnesc puternic și continuu de lumea pe care el însăși se îngrijise să o construiască, supusă doar regulilor rațiunii.
El însuși iese învins și rănit de moarte, dar mai ales un câștigător, îmbogățit în perspectiva de a putea cunoaște și gestiona oscilațiile pe care sentimentele îl zguduie dar în sfârșit capabil să se bucure de propria inteligență și sensibilitate fără greutatea dogmatică a raționalizărilor extreme.

## Adaptare
- În 1963 romanul a fost ecranizat de regizorul Pasquale Festa Campanile în filmul omonim care a avut premiera pe 26 noiembrie 1964 în Florența. În România premiera filmului a avut loc pe 14 mai 1968 la cinematograful „Central” din București.

## Traduceri
- Pratolini, Vasco, Statornicia rațiunii, tradus de Florian Potra, București, 1968: Editura pentru Literatură Universală, 312 pag.;